# Келлнер, Христиан Готтлиб
Христиан Готтлиб Келлнер (нем. Christian Gottlieb Köllner; 1729, Вайсенфельс — 1760, Москва) — историк и филолог первый преподаватель всеобщей истории Московского университета.

## Биография
Учился в Лейпцигском университете, где получил степень бакалавра философии и был избран действительным членом Собрания свободных искусств при университете. Ученик немецкого писателя, философа и критика И. К. Готшеда, занимался литературой, в частности, переложил на немецкий язык в стихах трагедию А. П. Сумарокова «Синав и Трувор».
По рекомендации И. К. Готшеда через посредничество академика Г. Ф. Миллера был приглашён в Московский университет первоначально на место лектора немецкого языка и литературы. Приехал в Москву (21.7.1757) вместе со своим товарищем И. Г. Рейхелем (оба молодых учёных в 1758 получили от Московского университета наименования магистров). Так как для немецкого языка было достаточно одного лектора, то со второй половины 1757 года Келлнеру было поручено чтение курса всеобщей истории, который он читал в течение двух лет, явившись первым преподавателем истории в Московском университете. В Москве Келлнер изучал русский язык, а также статистику населения (количество рождений, смертей и браков), начал сбор материала для подготовки лекций по русской истории.
Зимой (1759—1760) тяжело заболел и умер 25 февраля (7 марта) 1760 года в доме Ф. Г. Дильтея, завещав всё своё имущество И. Г. Рейхелю.

### Статьи
- Nachricht von den Schicksalen dieses sterbenden Cato in Frankreich und Deutschland // Sterbender Cato :  [нем.] : Ein Trauerspiel / J. C. Gottsched. — 10 Aufl. — Leipzig : Teubner, 1757. — S. 114—170.

### Переводы
- Сумароков А. П. Sinav und Truvor = Синав и Трувор : ein russisches Trauerspiel / aus der französischen Uebersetzung verdeutscht von N. N. Köllnern aus Weissenfels // Sammlung einiger ausgesuchten Stücke der Gesellschaft der freyen Künste zu Leipzig :  [нем.]. — Leipzig, 1755. — Bd. 2. — S. 81—148.